# Улица Огарёва (Калуга)
улица Огарёва — улица в исторической части Калуги, проходит от Московской улицы до улицы Плеханова. Протяжённость улицы около 880 м.

## История

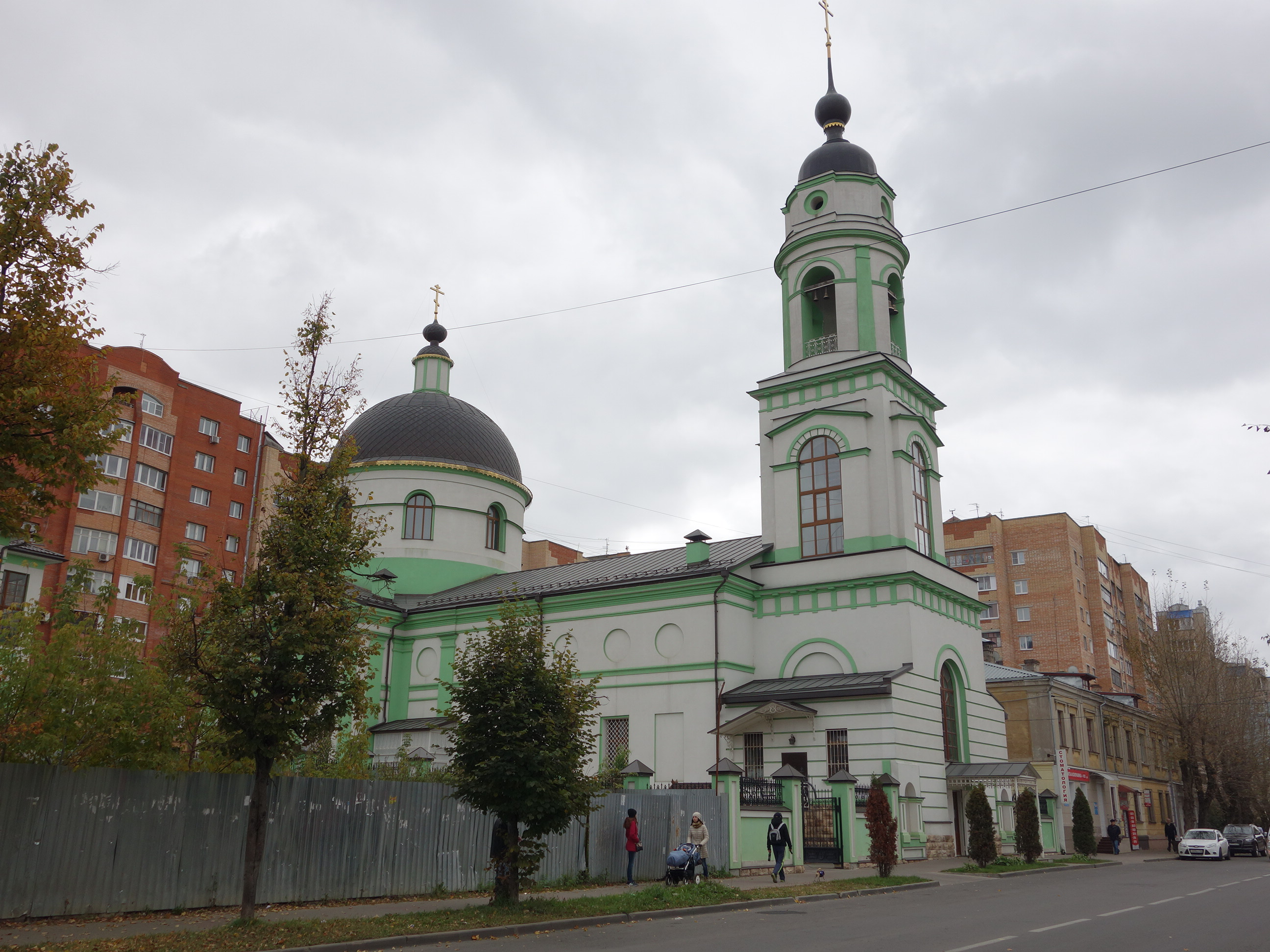
Церковь Василия Блаженного

Согласно генеральному плану строительства Калуги 1778 года, по линии улицы проходила граница города. Прежнее название части улицы — Бахметьевская — было дано по имени первого предводителя дворянства Калужской губернии Гаврила Бахметьева. Вторая часть улицы была Васильевской, по названию расположенной на улице Церкви Василия Блаженного.
Современное название в память русского революционера-демократа Николая Огарёва (1813—1877), дано с установление советской власти.
В 1997 году часть ул. Огарева в Калуге была переименована в ул. Чижевского

## Достопримечательности

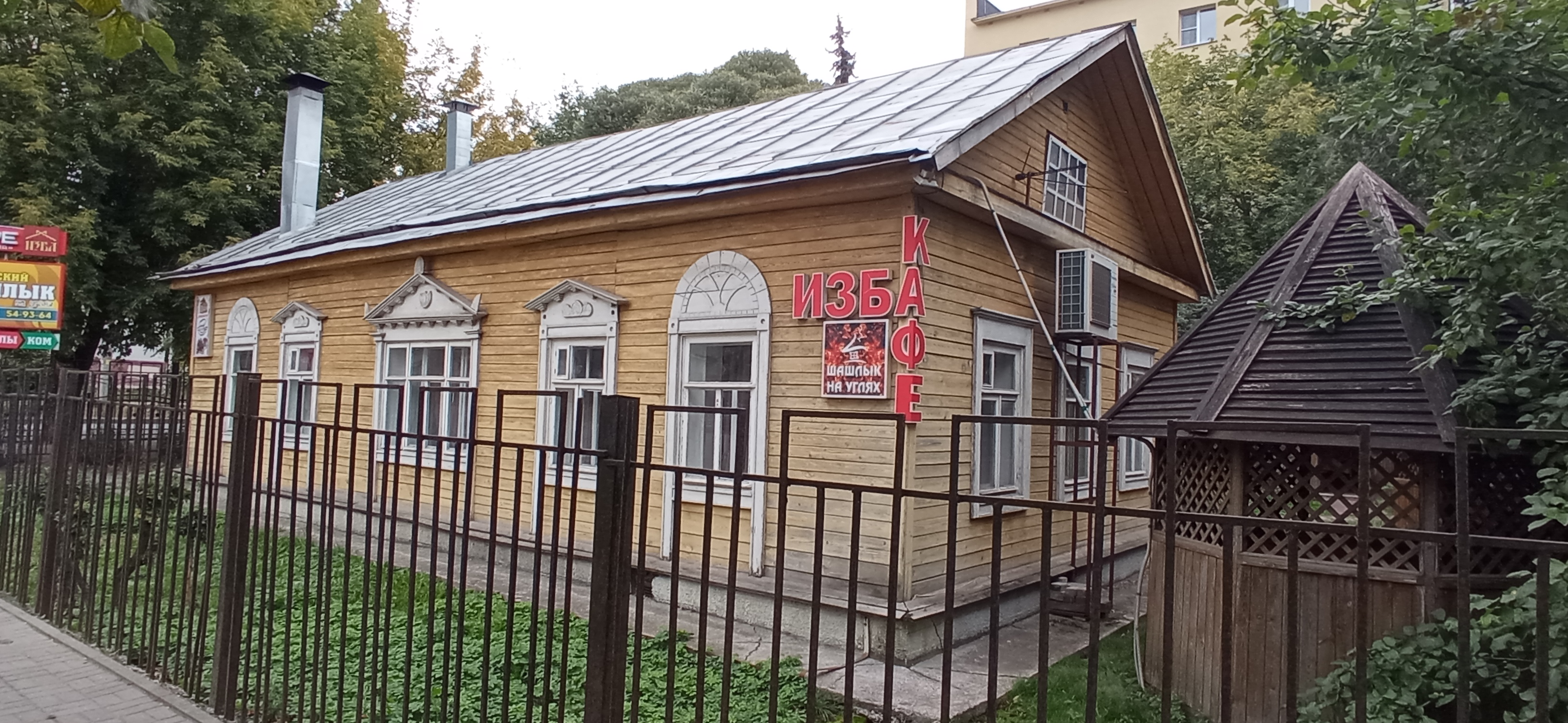
Дом Сперанских-Реутовых

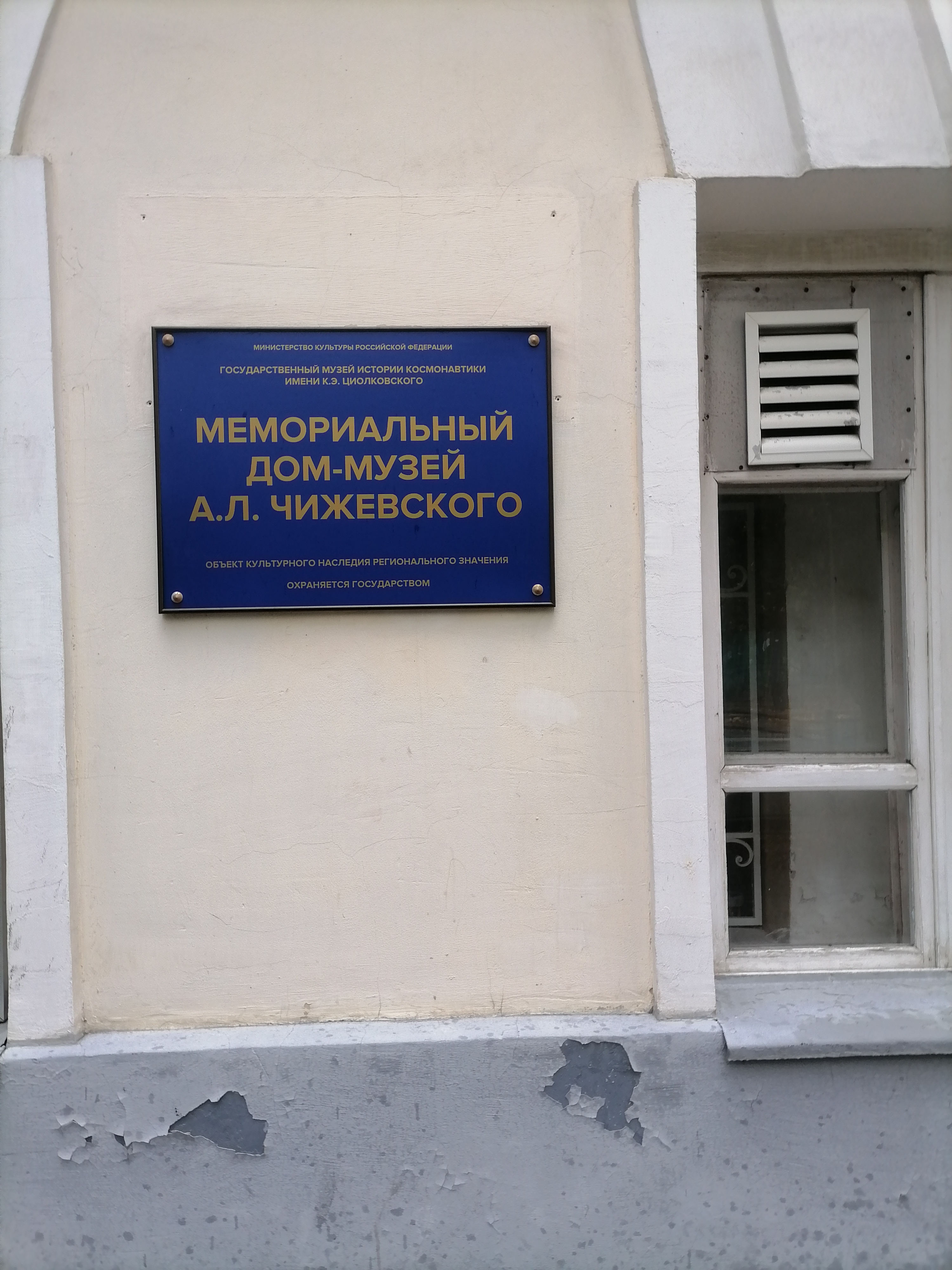
Фасад дома-музея Чижевского по улице Огарёва

д. 2 — Дом Сперанских-Реутовых
д. 15 — Церковь Василия Блаженного
ед. 39 — Жилой дом
Дом-музей А. Л. Чижевского

## Известные жители

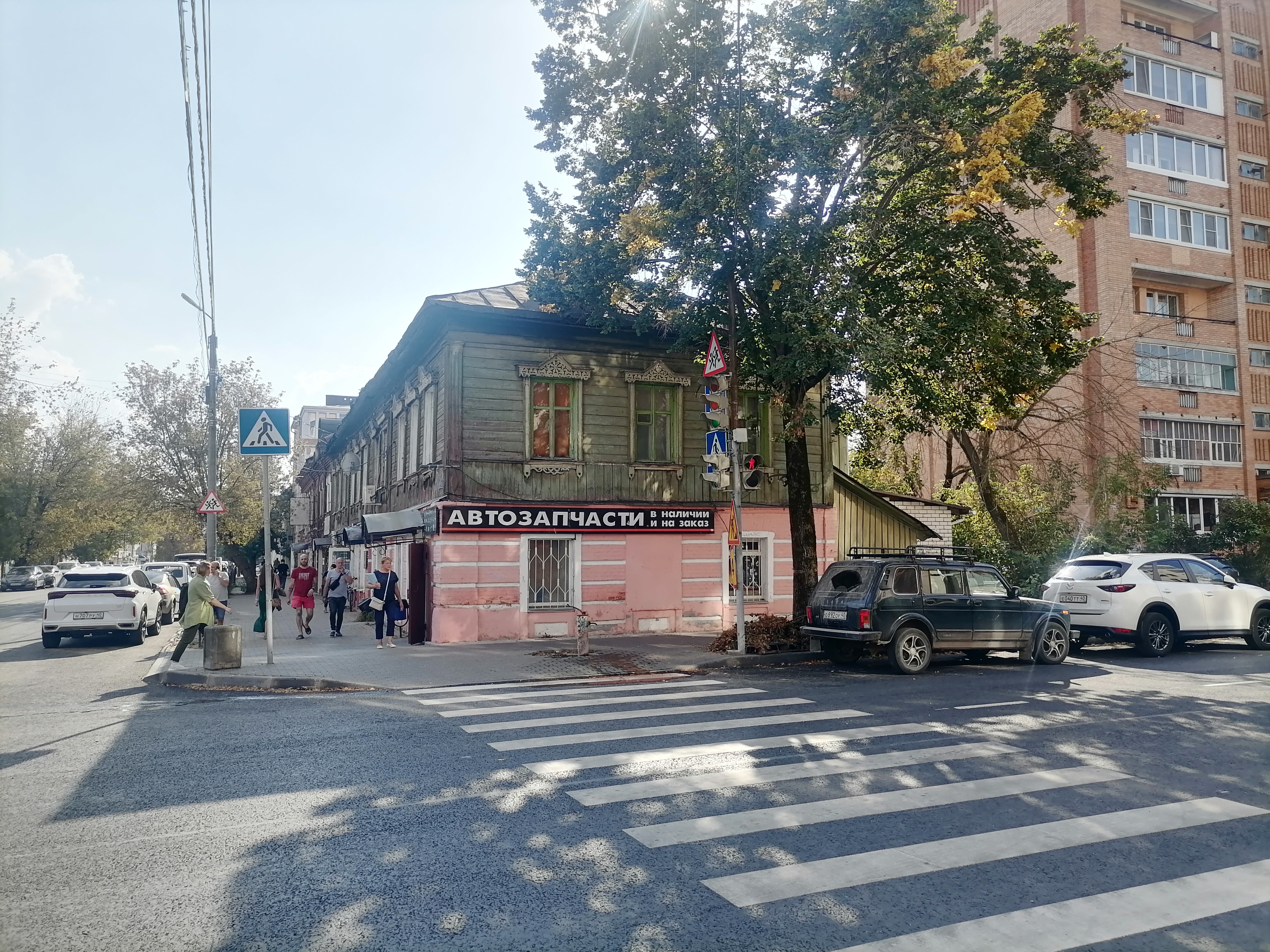
Угол с улицей Воронина. Родной дом Серафима Туликова

д. 50/22 — Серафим Туликов